# Włocin-Kolonia
Włocin-Kolonia – kolonia w Polsce położona w województwie łódzkim, w powiecie sieradzkim, w gminie Błaszki.
W latach 1975–1998 miejscowość administracyjnie należała do województwa sieradzkiego.